# Joachim Barrande
Joachim Barrande [žoakim barand] (11. srpna 1799 Saugues, Francie – 5. října 1883 Frohsdorf, Rakousko-Uhersko
) byl francouzský inženýr a paleontolog, který se stal celosvětově známým vědcem svým průzkumem geologických útvarů a zkamenělin ve středních Čechách.

## Životopis

### Mládí a studia
Narodil se ve vesnici Saugues v dnešním departmentu Haute-Loire. Jeho rodiče byli Charlotta Louisa a Augustin Barrand, drobný obchodník s plátnem a houněmi. Studoval nejprve na lyceu v Paříži a pak ve dvou dvouletých cyklech také polytechniku „École polytechnique“ (jako nejlepší student ročníku). Na polytechniku navázal studiem na École nationale des ponts et chaussées zaměřené na stavby mostů a silnic. Studoval zde také jeho mladší bratr Joséph, který později v Rusku jako důstojník carské armády pomáhal s výstavbou ruské železnice. Joachim Barrande během studií navštěvoval i přírodovědné přednášky, ale přes jejich absolvování se živil jako stavební inženýr. Několik let působil v Bordeaux a Saumuru, kde postavil dodnes stojící most přes řeku Loiru.

### Vychovatelem královské rodiny
V roce 1826 přešel do služeb vévody z Agoulêmu, pozdějšího francouzského krále Karla X., kde pracoval jako vychovatel jeho vnuka Jindřicha. Po červencové revoluci 1830 odešel s královskou rodinou do exilu ve skotském Edinburghu. Zde se Barrande seznámil s paleontologem Roderickem Murchisonem a pravděpodobně poprvé se začal více zajímat o paleontologii.

### V Čechách
Královská rodina i s Barrandem v roce 1832 přesídlila na český zámek Buštěhrad na Kladensku, ale kvůli epidemii cholery brzy přesídlili na Pražský hrad. Díky svému postavení a zájmům se rychle ocitl v kontaktu s českými kulturními kruhy.
Bydlel na Malé Straně v domě U tří zlatých hvězd u fyzikuse (hygienika) dr. Bauera z Adelsbachu a byl častým hostem v protějším Šternberském paláci u hraběte Kašpara Šternberka. Ten sbíral zkameněliny a stal se zakladatelem českého paleontologického výzkumu. Na zámku Březina měl uloženu svou paleontologickou sbírku. Seznámil se také s rodinným archivářem Šternberků Františkem Palackým, pozdějším spoluzakladatelem Národního muzea, geologem Franzem Xaverem Zippem nebo knihovníkem Václavem Hankou.
Když přestal v královské rodině pracovat jako vychovatel, chtěl se vrátit ke své původní profesi stavebního inženýra. U hraběte Jindřicha však zůstal jako hospodářský poradce a byl proto finančně dostatečně zajištěn. Zájem o paleontologii u něj podnítil nález zkameněliny hlavonožce rodu Orthoceras při své procházce na břehu Vltavy pod Děvínem. Hrabě Kašpar Šternberk, prezident První privilegované pražské železniční společnosti, jej požádal o posouzení možnosti prodloužení Lánské koněspřežky údolím Berounky a přes uhelné pánve u Radnic do Plzně. Při mapování terénu narazil na naleziště zkamenělin (zejména trilobitů), břidličné skály u Skryjí a Týřovic. Inspirován také vydáním díla The Silurian System Rodericka Murchisona z roku 1839 se rozhodl věnovat se další léta těmto nálezům.
Po roce 1840 cestoval Barrande intenzivně většinou pěšky středními Čechami, aby mohl mapovat území, které v prvohorách pokrývalo mělké moře. Pohyboval se pravidelně především v okolí Prahy zvláště směrem k Berounu, případně dále směrem k Rakovníku či k Příbrami. Občasné exkurze podnikal ovšem také na jiná místa v celé Evropě. O průzkumech si vedl podrobné zápisky, v nichž neopomíjel zaznamenat i skalníky a další lidi, kteří mu s vyhledáváním zkamenělin pomáhali. Porovnával jednotlivé vrstvy z období siluru ve stovkách nalezišť, která během života prošel. Navštěvoval prvohorní oblasti ve Francii, Španělsku, Anglii, Německu a Skandinávii. Často cestoval do Paříže, kde měl byt a údajně také zajišťoval kontakt mezi královskou rodinou a francouzskými royalisty.

#### Vztah k Česku

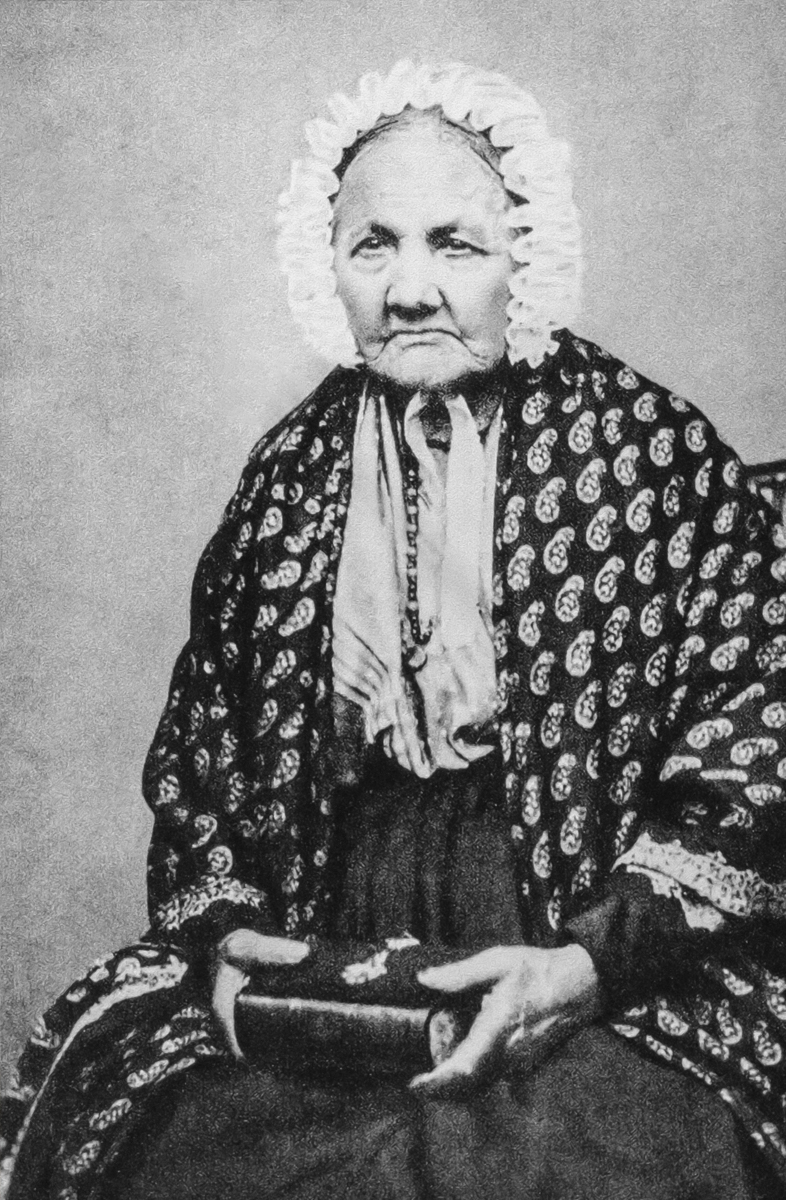
Barbora Nerudová, matka Jana Nerudy a dlouholetá hospodyně Joachima Barranda, podle níž pojmenoval vzácného vyhynulého prvohorního mlže Babinka prima

Královskou rodinu do Prahy provázel vévoda Guich, u kterého sloužila na Pražském hradě matka Jana Nerudy Barbora Nerudová. Ta uměla francouzsky. Když královská rodina z Prahy odešla, začala sloužit Joachimovi Barrandovi v domě U tří zlatých hvězd na Malostranském náměstí. Když dům koupila Česká spořitelna, Barbora Nerudová Barrandovi našla pětipokojový byt ve třetím patře u Újezdské brány na Chotkově ulici (dnes Vítězná ulice). Byla to pro Barrandea výhodná poloha a mohl odtud pěšky vycházet do terénu k nalezištím.
Naučil se česky a četl i první díla Jana Nerudy. Neúspěšně se jej pokusil přimět k praktičtější profesi. („Víte, básně psát, to není nic pro váš národ. Třeba vám budou kamarádi připíjet, ale chcete-li svému národu opravdu prospět, zanechte veršů a věnujte se vědě.“) Nerudovi také v roce 1863 zapůjčil svůj pařížský byt. Motiv starého pána z Malé Strany sbírajícího kameny se v roce 1876 objevil v nerudovské povídce Hastrman ve sbírce Povídky malostranské.
Díky své češtině se lépe dorozumíval mimo jiné i se skalníky, kteří mu nosili nálezy a brali za to plat (nejprve týdenní, posléze od kusu). Svoji znalost češtiny promítl také do názvů některých druhů, které popisoval (Babinka podle matky Nerudy). Později se díky Palackému naučil i německy. Po paní Nerudové byla v letech 1861–1883, tedy do Barrandovy smrti, jeho hospodyní Františka Myslivečková, která pocházela z rodové větve českého skladatele Josefa Myslivečka.

#### Smrt
Aktivním zůstal do konce života, když ještě jako osmdesátník fáral do dolu, aby mohl dále zkoumat. Smrt ho zastihla v souvislosti s úmrtím Jindřicha hraběte z Chambordu. Vypravil se za ním těsně před jeho smrtí a vyřizoval pak jeho pozůstalost. Při tom onemocněl zápalem plic.
Pohřben tak byl na dnešním území Rakouska. Sice zůstal po celý svůj život Francouzem, ale byl si vědom, která místa mu vydala nálezy, která místa mu získala světový věhlas a díky popisu kterých se stal čestným členem mnoha zahraničních geologických společností. Ve své závěti proto muzeu v Praze (dnes Národní muzeum v Praze) odkázal statisíce zkamenělin i svoji knihovnu včetně rukopisů. Zanechal i dostatek peněz (10 000 zlatých) pro pokračovatele svého díla. Hlavním z nich měl být Otomar Pravoslav Novák, který zemřel však již v roce 1892 ve svých 41 letech. Barrandovo dílo proto dokončili profesoři J. Waagen a J. J. Jahn. Poslední svazek Système silurien vyšel v roce 1911.

## Dílo

### První díla
V roce 1846 zveřejnil Barrande výsledky zkoumání ve svých prvních dílech, která vyšla ve Vídni a Lipsku. V zahraničí byla Barrandova svědectví o českých prvohorních fosiliích přijata mnohem příznivěji než v Čechách, kde se někteří vlastenci dílem tohoto cizince cítili neprávem předstiženi. Kustod přírodovědeckých sbírek Corda a berounský sběratel trilobitů Hawel urychleně reagovali dílem Prodrom einer Monographie der böhmischen Trilobiten, kterým získali prvenství v pojmenování mnoha druhů, rodů a čeledí. Barrandovy zápisky a následné práce však od samého počátku obsahovaly nepoměrně systematičtější popisy i nákresy geologických profilů.

### EncyklopedieSystème silurien du centre de la Bohême
Průzkumy a práce se sbírkami Barrandovi zabíraly téměř veškerý čas a dožadovaly se velkého množství finančních prostředků. Poskytovali mu je především hrabě Chambord a Císařská akademie ve Vídni, kterou ale o příspěvek musel každým rokem žádat znovu. Od roku 1852 postupně téměř 30 let tvořil a vydával encyklopedii Silurský systém středních Čech (Système silurien du centre de la Bohême). Do roku 1881 vyšlo 22 svazků. Psal do ní texty, dělal náčrty budoucích litografií, vedl kvůli ní různorodou korespondenci a pro inspiraci i cestoval do zahraničí. Na téměř 6 000 stranách doplněných více než 1 000 litografickými tabulemi s desítkami ukázek popsal přes 3 500 druhů zkamenělých organismů. Jde o nejrozsáhlejší paleontologickou práci všech dob, kterou vytvořil jeden člověk. Po Barrandově smrti se podařilo vydat ještě dalších 7 svazků encyklopedie.

### Přínos vědě, kritika
Bohatá česká prvohorní naleziště proslavil tímto dílem daleko za hranicemi. Jeho práce neváhal citovat i tvůrce nové evoluční teorie Charles Darwin, přestože Barrande zůstával věren katastrofickým teoriím, o nichž slýchával v mládí na přednáškách George Cuviera. Tyto názory Barranda se odrazily i ve sporech, které vedl s jinými geology ohledně dalšího vlastního pětisvazkového díla Obrana kolonií (Défense des colonies). Ani Barrande se totiž nevyvaroval omylů: když zkoumal zkameněliny v okolí Prahy, nemohl si nevšimnout, že na některých místech nachází společně zkameněliny živočichů, kteří žili v různých geologických obdobích oddělených milióny či desítkami miliónů let. Vysvětloval to tak, že žili spolu – mladší a pokročilejší formy života měly nejdříve vytvořit ve „starém“ prostředí malé ostrůvky, z nichž se později měly postupně rozšířit po celé planetě; tato společenstva nazval kolonie. Jeho vědecká autorita byla velká, tento názor však mezi paleontology zvedl bouři nesouhlasu. Nejdůraznějším odpůrcem kolonií byl český geolog Jan Krejčí; spolu s ostatními poznal, že v důsledku pohybů zemské kůry se starší vrstvy hornin nasunuly na mladší nebo se do nich vklínily. Dnešní věda se přiklání na stranu jeho odpůrců a kromě toho také na rozdíl od něj považuje při průzkumech za klíčové vrstvy, které jsou na zkameněliny chudší. Barrande dával naopak přednost místům a vrstvám, kde se nacházelo zkamenělin nejvíc a v co nejúplnějším stavu. Právě díky tomu se mu podařilo vytvořit faktografické dílo nepřekonatelných rozměrů.
Je zajímavé, že Krejčí, zcela neústupný ve svém odporu proti teorii kolonií, v roce 1869 své názory náhle odvolal. Podle některých autorů je možné že šlo o taktický manévr: v české společnosti zavládla obava, že Barrande své sbírky, práci i prostředky odkáže do zahraničí. Obavy se nakonec nenaplnily – Barrande celé své dílo daroval českému Národnímu muzeu.

## Ocenění
Londýnská geologická společnost mu za jeho přínos na poli geologie udělila v roce 1857 Wollastonovu medaili. 10. listopadu 1860 (záznam č. 1945) byl zvolen členem Akademie Leopoldina, v roce 1873 členem göttingenské Akademie věd, v roce 1875 členem Americké akademie umění a věd a v roce 1877 členem Ruské akademie věd.
V roce 1881 se stal čestným členem „Nasavského přírodovědného spolku“ (Nassauischer Verein für Naturkunde) ve Wiesbadenu. V roce 1881 obdržel Cotheniovu medaili akademie Leopoldina.

### Místa s připomínkou Joachima Barranda

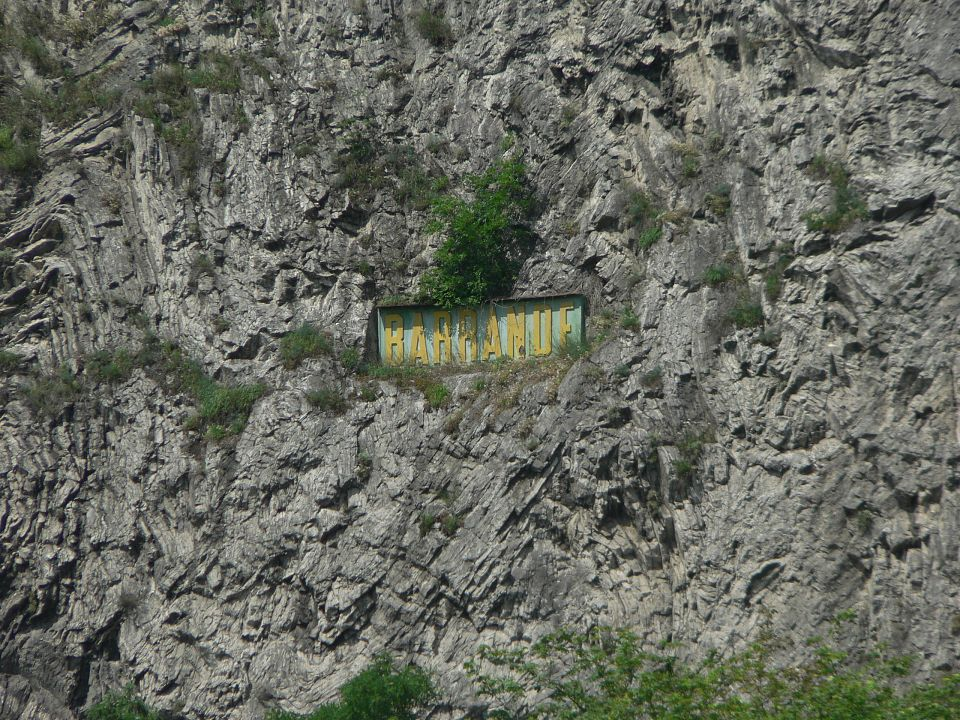
Pamětní deska na Barrandově skále

- Již necelý rok po jeho smrti (1884) byly po něm pojmenovány Barrandovské skály v Praze poblíž Zlíchova a na nich byla odhalena masivní 4,8 metru dlouhá a 1,5 metru vysoká železná pamětní deska s jeho jménem.
- Od roku 1928 nese jméno Barrandov celá jedna pražská čtvrť.
- Oblast zahrnující místa, odkud získával zkameněliny, byla geology pojmenována Barrandien.
- Ve Skryjích je muzeum Památník Joachima Barranda a jeho bronzový pomník.[10]
- Jeho jméno nese i nový silniční most přes Vltavu v Praze – Barrandovský most, jenž spojuje pražské čtvrti Hlubočepy a Braník.
- Jméno Joachima Barranda bylo umístěno pod okny Národního muzea v Praze spolu s mnoha dalšími, viz Dvaasedmdesát jmen české historie, paleontologická expozice Národního muzea se jmenuje Barrandeum.
- Pamětní deska v Praze na domě ve Vítězné ulici číslo 419/15.
- Jeho pamětní deska se nachází i v podzemí příbramských rudných dolů v hloubce zhruba 1000 metrů pod zemským povrchem, kam se Barrande nechal spustit v době, kdy mu bylo 80 let (v té době šlo o nejhlubší hlubinný důl na světě). Později při ukončení těžby byla deska z podzemí vyzvednuta a dnes je uložena ve sbírkách Hornického muzea Příbram.
- Je po něm pojmenováno gymnázium v Berouně – Gymnázium Joachima Barranda.
- Je po něm pojmenováno náměstí v Berouně – Náměstí Joachima Barranda – kde je od listopadu 2018 vystavena i jeho busta.[11]

## Zajímavost
- Příběh o tom, jak se Barrande setkal v Praze se „svým“ prvním pravěkým členovcem (trilobitem), vylíčil Jakub Arbes v povídce Trilobit.

## Galerie

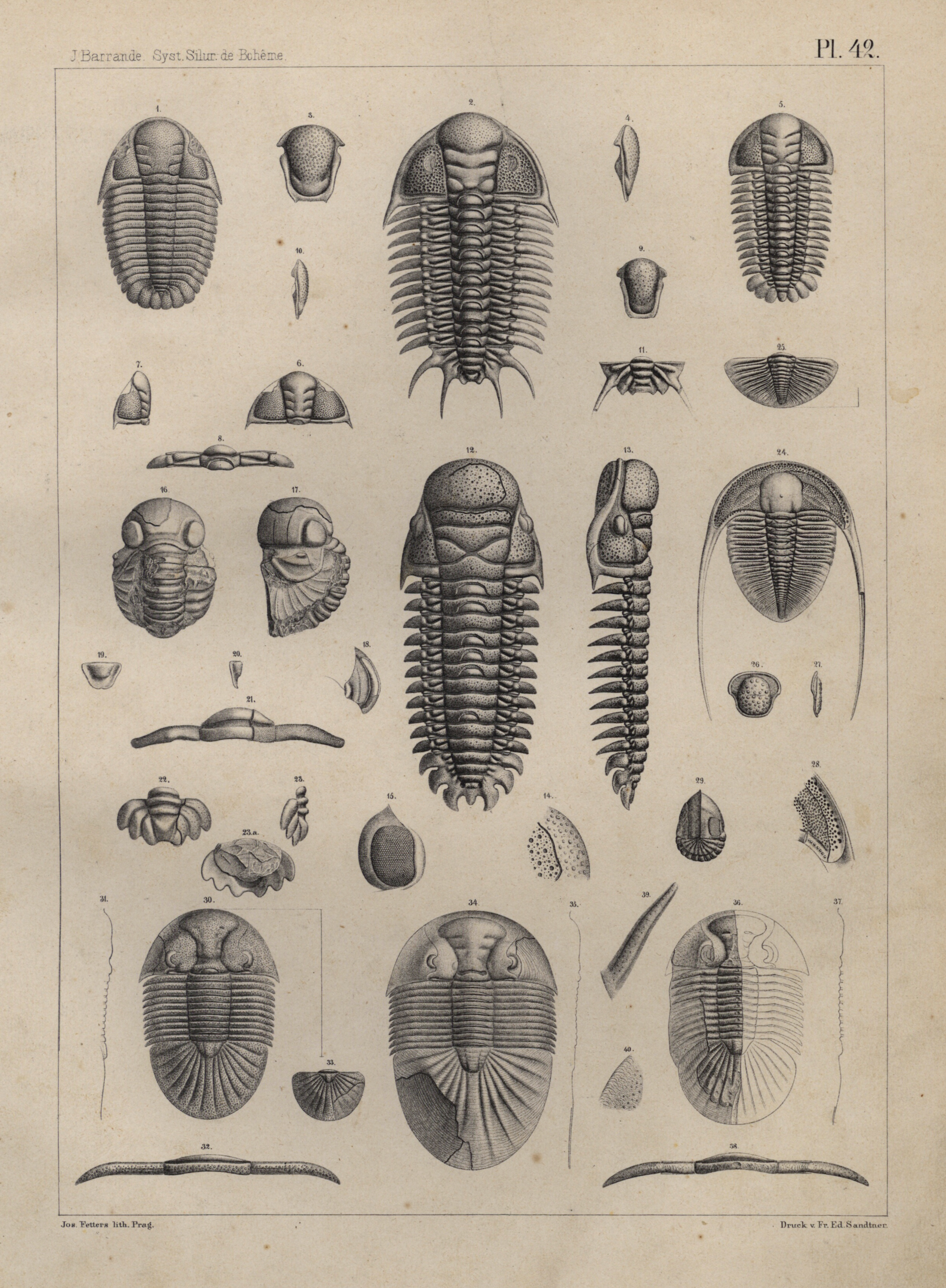
Tabule 42. z prvního svazku encyklopedie Système silurien du centre de la Bohême (1852), věnovaného trilobitům
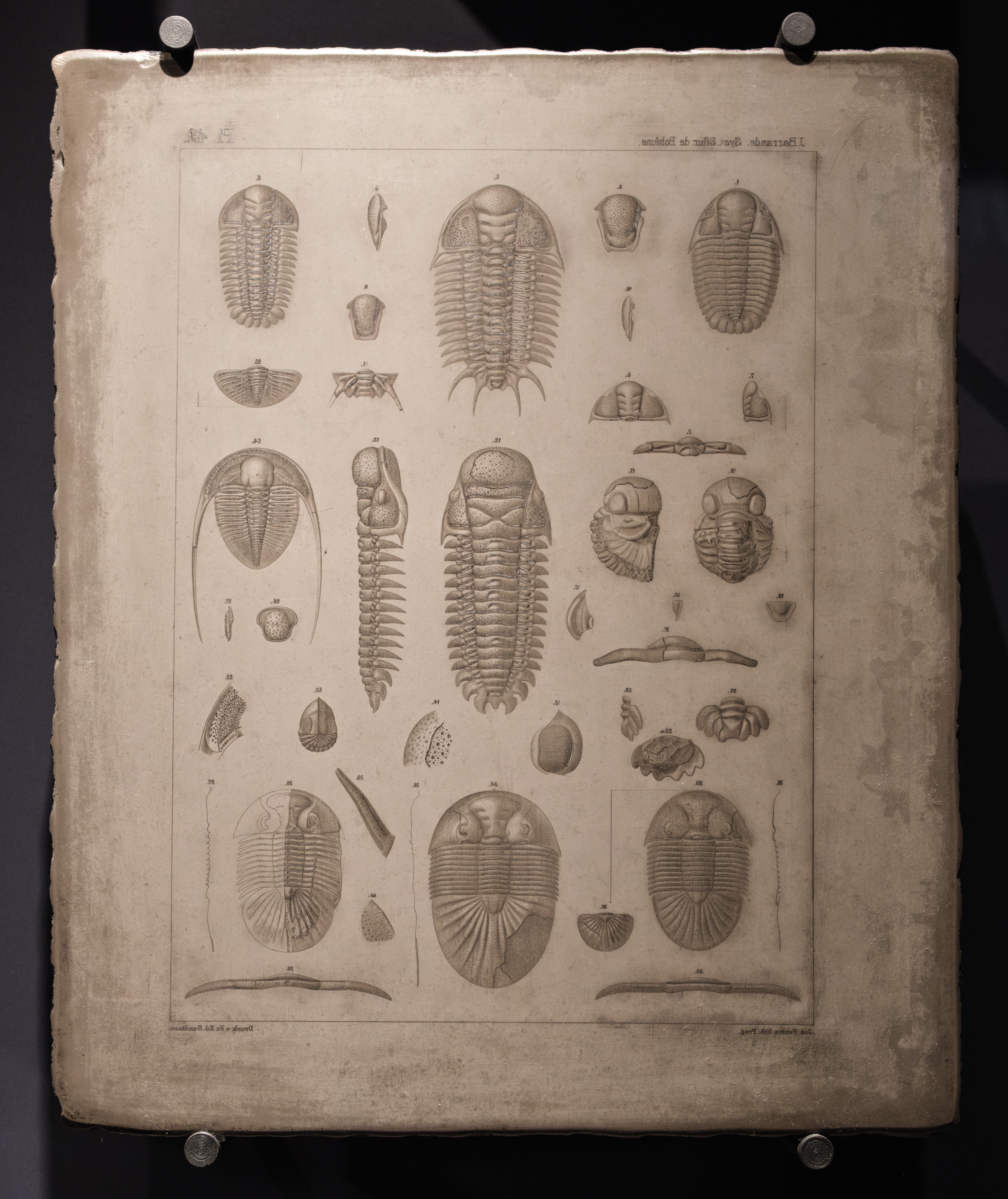
Původní litografická matrice ze sbírek Národního muzea
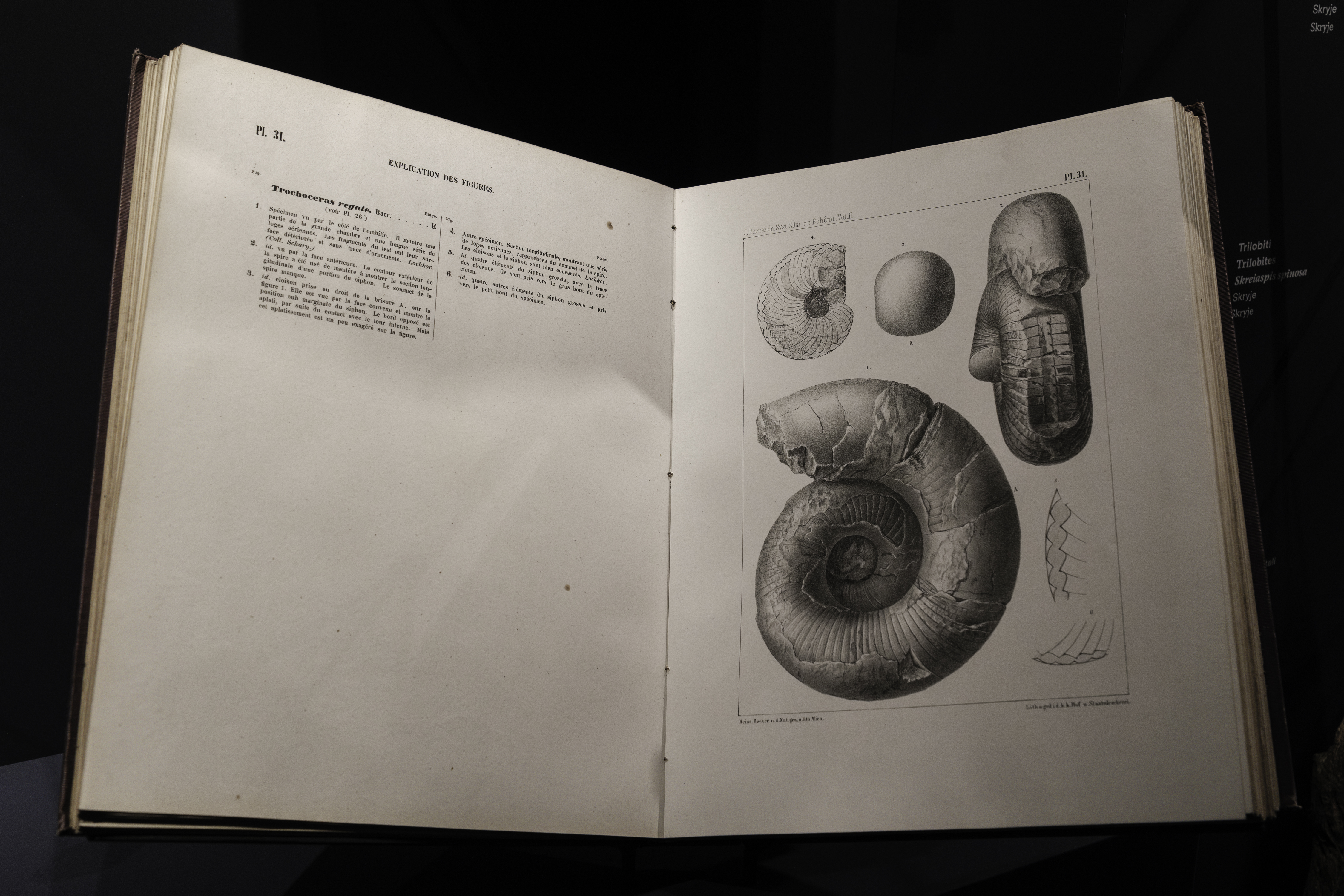
První část II. svazku Système silurien du centre de la Bohême (1865), věnovaného hlavonožcům